# Зденка Тодорова
Зденка Тодорова е журналист и писател, председател на Хелзинкския комитет за защита правата и свободите на българите в Сърбия. Общественик от средите на българското малцинство в Сърбия.

## Биография
Зденка Кирилова Тодорова е родена на 21 март 1960 г. в Цариброд, Западните покрайнини. Дъщеря е на просветния деец Кирил Тодоров. Завършва средното си образование в Царибродската гимназия, след което следва българска филология в Белградския университет. По-късно записва аспирантура в СУ „Климент Охридски“ на тема „Говорът в Забърдието /Царибродско/ с оглед на лексическата му система“.
Журналистика
Известно време работи като журналист в българското литературно списание „Мост“, издавано в град Ниш. От 2010 г. е сред телевизионните водещи на предаването „Облаче ле бяло“ по телевизия СКАТ, чийто теми са свързани с българите извън България.
Обществена дейност
През 1990 г. е сред учредителите на Демократичния съюз на българите в Югославия, който по-късно напуска. През 1997 г. създава правозащитната организация – Хелзинкски комитет за защита правата и свободите на българите в Югославия.

## Творчество
Като писател и публицист Зденка Тодорова е автор на няколко книги и документрален филм.
Библиография
- „Венчална рокля“,
- „Ябълка в килия“,
- „Докосване до духовните светилища в Западните покрайнини“,
- „Взривената памет“.

Документалистика
- „Докъдето погледът стига“